# Psilocerea hageni
Psilocerea hageni là một loài bướm đêm trong họ Geometridae.